# Anaxipha karschi
Anaxipha karschi är en insektsart som först beskrevs av Heinrich Hugo Karny 1907.  Anaxipha karschi ingår i släktet Anaxipha och familjen syrsor. Inga underarter finns listade i Catalogue of Life.